# حزب العدالة والبناء (ليبيا)
حزب العدالة والبناء حزب إسلام سياسي في ليبيا، يصف نفسه بأنه «ذو مرجعية إسلامية»، ويذكر الموقع الرسمي لجماعة الإخوان المسلمين أن العدالة والبناء هو أول حزب للجماعة في ليبيا. حيث يعتبره العديد بأنه الذراع السياسية جماعة الإخوان المسلمين.

## مبادئ الحزب
ينطلق الحزب في رؤيته كما هو معلن كما يلي:[بحاجة لمصدر]
1. يؤمن الحزب بأن الإسلام دين الدولة، وأن الشريعة الإسلامية هي المصدر الرئيس للتشريع، في إطار مقاصد الشريعة الإسلامية التي تهدف إلى تحقيق كل ما يتطلبه العيش الكريم للإنسان، وتمثل مرجعاً في تحديد الأولويات والأهداف والسياسات والإستراتيجيات، ويرتكز فهم الحزب للمرجعية الإسلامية على عدة أسس ومقومات أهمها :
  1. عدم مخالفة التشريعات والقوانين للشريعة الإسلامية.
  2. الشريعة الإسلامية صالحة لكل زمان ومكان، ومقاصد الشريعة هي الأسس العامة للمشروع السياسي للحزب .
  3. الإنحياز للوسطية والاعتدال، وتجنب كل أسباب الغلو في الفكر والسلوك .
  4. التجديد والتحديث والانفتاح على الآخر، والتعاطي الإيجابي مع معطيات التمدن البشري .
2. حماية الوطن، والمحافظة على وحدته واستقلاله، واحترام تنوعه الثقافي، وإرساء العلاقات مع الغير على أسس متكافئة، بما يحقق الأمن والسلم العالميين .
3. قيام دولة مدنية ترتكز على الديمقراطية التي أساسها التعددية الحزبية، والفصل بين السلطات، وسيادة القانون، والتداول السلمي للسلطة، وكفالة الحقوق للمواطنين، واحترام المواثيق الدولية .
4. بناء الإنسان هو الهدف الأول، باعتباره المستخلف لعمارة الأرض، وهو محور التنمية، ليكون أداة التغيير التي تجعل من ليبيا نموذجاً يحتذى .
5. الشباب من الجنسين عماد الوطن، ورواد نهضته، وسر قوته، بهم تنهض البلاد، وتتبوأ موقعها الريادي بين الأمم .
6. النساء شقائق الرجال، ولهن من الحقوق والواجبات ما للرجال، ولن تكتمل حلقات النمو والنهوض إلا بمشاركتهن الفاعلة .
7. الأسرة هي أساس بناء المجتمع , والزواج هو الإطار الصحيح للعلاقة بين الرجل والمرأة، وبالتالي يجب المحافظة على هذا المكون، وتشجيع الزواج، وتيسير أسبابه المادية والمعنوية .

## وصلات خارجية
- الموقع الرسمي